# Hawkes-Gletscher
Der Hawkes-Gletscher ist ein Gletscher an der Ostseite von Deception Island im Archipel der Südlichen Shetlandinseln. Er liegt zwischen dem Macaroni Point im Norden und dem Baily Head im Süden und reicht in Höhen von 528 m am Mount Chile sowie 548 m am Mount Pond.
Polnische Wissenschaftler benannten ihn 1999 nach dem britischen Geologen Donald Durston Hawkes (* 1934), der 1961 nach Feldforschungen für den Falkland Islands Dependencies Survey ab 1956 seine Doktorarbeit über die Geologie der Südlichen Shetlandinseln verfasst hatte.